# Plagusiidae
Los plagusíidos (Plagusiidae) son una familia de cangrejos. Estaba anteriormente incluida como una subfamilia de la familia Grapsidae, pero ha sido considerada suficientemente distinta como para ser una familia por propio derecho .

## Géneros
Cindo géneros están incluidos en esta familia;:
- Davusia Guinot, 2007
- Euchirograpsus H. Milne-Edwards, 1853
- Miersiograpsus Türkay, 1978
- Percnon Gistel, 1848
- Plagusia Latreille, 1804